# 재팬 게이트웨이
주식회사 재팬 게이트웨이(일본어: 株式会社ジャパンゲートウェイ, 영어: JAPAN GATEWAY CO., LTD.)는 도쿄도 지요다구 마루노우치에 본사를 둔 화장품 등을 판매하는 일본의 회사이다.

## 개요
샴푸 등 헤어 제품을 판매 주력하고 있지만, 자사에서 생산하지 않고 기획 판매만하고 있다. 2010년 이후에는 주로 실리콘을 포함하지 않는 샴푸와 두피 환경을 정돈 (두피 케어) 샴푸를 주력 상품으로 하고 있다.
캐치 프레이즈는 "매일 사랑합니다."

## 주요 브랜드
- HiLARiS (히라리스)
- Mellsavon (멜사본)
- SCALABO (스카라보)
- three bombs (쓰리 밤즈)
- Rigaos (리가오스)
- Reveur (레부르)
- Dear Jungle (디아 정글)
- gift (기프트)
- salon deapres (살롱 디아프레스)
- LaPudeur (라퓨듀어)
- NUDY AURA (누디 아우라)
- Playback (플레이백)
- DIFRESCA (디프레스카)
- 고운 피부 일족·신 고운 피부 일족
- AquaAura (아쿠아 아우라)
- 스즈쿠 -SIZUKU-
- King Coconut (킹 코코넛)
- DAGOMBA BUTTER (다곰바 버터)
- DENTAL BEAUTY CARE (덴탈 뷰티 케어)
- love & hate (러브 & 헤이트)
- ne'kur (네쿠아)
- choice! (초이스)